# 犬山城白帝文庫
公益財団法人犬山城白帝文庫（いぬやまじょうはくていぶんこ）は、愛知県犬山市に所在する公益財団法人。

## 概要
2004年（平成16年）4月1日に犬山城と成瀬家伝来の美術工芸品・歴史資料を調査研究・保存・公開するために財団法人犬山城白帝文庫として設立。これに伴い、それまで成瀬家の個人所有となっていた犬山城天守や、約6500点にのぼる古文書や工芸品、刀剣など成瀬家伝来の資料が財団に寄付されている。
また、犬山市文化史料館（城とまちミュージアム）内の第1展示室に歴史文化館展示室を設置しており、「犬山城と城下町」をテーマに成瀬家伝来の美術工芸品や歴史資料を常設展示している。
名称の由来は、犬山城が白帝城とも称されていたため。

## 主な所蔵品
| 種別             | 名称                                 | 指定日                    |
| ---------------- | ------------------------------------ | ------------------------- |
| 国宝             | 犬山城天守                           | 1935年（昭和10年）5月13日 |
| 重要文化財       | 短刀〈銘左安吉作／正平十二年二月日〉 | 1950年（昭和25年）8月29日 |
| 県指定有形文化財 | 黒漆菊桐紋蒔絵鎧櫃                   | 2015年（平成27年）1月27日 |
| 県指定有形文化財 | 黒漆菊桐紋蒔絵風呂道具               | 2015年（平成27年）1月27日 |
| 市指定文化財     | 長久手合戦図                         | 2009年（平成21年）5月20日 |
| 市指定文化財     | 長篠合戦図                           | 2009年（平成21年）5月20日 |

## 所在地
- 犬山城白帝文庫事務所 - 愛知県犬山市犬山北古券65-5
- 犬山城白帝文庫歴史文化館 - 愛知県犬山市犬山北古券8（犬山市文化史料館内）